# New Hempstead
New Hempstead est un village du comté de Rockland, dans l'État de New York, aux États-Unis,. En 2010, il comptait une population de 5 132 habitants.

## Démographie
Lors du recensement de 2010, le village comptait une population de 5 132 habitants, tandis qu'en 2019, elle est estimée à 5 410 habitants.